# 赵镕 (北宋)
赵镕（944年—998年），字化钧，沧州乐陵（今山东省乐陵市）人，北宋大臣。
赵镕以刀笔吏在藩邸事奉晋王赵光义，赵光义即位为宋太宗，赵镕补东头供奉官。因出使吴越国赏赐国信，钱俶纳土归降，派遣赵镕检校帑廪，转任内酒坊副使。因为告发秦王赵廷美的阴谋，转任六宅使，领罗州刺史。掌管翰林司，擢升为东上阁门使。
郭贽参知政事，赵镕因为是同府的旧交，曾经有所请托，郭贽没有听他的。赵镕搜集堂吏的过失上告，郭贽面见宋太宗，说明赵镕请私，于是召赵镕当廷辩论。赵镕词屈，出任为梓州、遂州都巡检使，改任左骁卫大将军，依旧兼任州职。任满回京，担任知沧州兼兵马部署。赵镕在沧州完缮城池，修整战具。敌军曾经数百骑兵至沧州境上，听说有所放备，于是退去。转任左神武大将军。崔翰知州时，改赵镕为本州钤辖。
赵镕又担任知庐州，在廷对时，自行陈述愿意留下，没有许可。过了一年，召为枢密都承旨，同掌三班，之后拜宣徽北院使、同知枢密院事，与柴禹锡一起掌管机务。曾经派遣吏卒改变服装，散布在京城侦察。吏卒乘酒醉与卖书人韩玉斗殴，没有打赢，于是诬蔑韩玉言语涉及指斥皇帝。柴禹锡等急忙上告，韩玉定罪伏法。宋太宗不久知到韩玉的冤情，从此查访的事不再听信。柴禹锡出镇，赵镕加知院事。宋真宗即位，改任南院使、检校太傅，因为心脏病请求解任。当年秋天，改任寿州观察使。咸平元年（998年）三月，赵镕去世，时年五十五岁。赠忠正军节度，录其三子为官：赵忠辅，西京左藏库副使；赵忠愿，虞部员外郎；赵忠厚，内殿崇班。
赵镕年轻时涉猎文史，文词优美，委身晋王府，因为勤谨被重视。本名赵容，宋太宗改他为赵镕，说：“陶镕所以成器也。”赵镕信佛，多收藏古书画。